# Nu iese fum fără foc
Nu iese fum fără foc  (titlul original: în franceză Il n'y a pas de fumée sans feu) este un film thriller franco-italian, realizat în 1973 de regizorul André Cayatte, protagoniști fiind actorii Annie Girardot, Mireille Darc, Bernard Fresson, Michel Bouquet. 
A fost prezentat la cel de-al 23-lea Festival de Film de la Berlin unde a câștigat Premiu special al Juriului, Ursul de Argint.

## Distribuție
- Annie Girardot – Sylvie Peyrac
- Mireille Darc – Olga Leroy
- Bernard Fresson – Dr. Peyrac
- Michel Bouquet – Morlaix
- André Falcon – Boussard
- Paul Amiot –  Arnaud, soțul Corinnei
- Micheline Boudet – Corinne
- Pascale de Boysson – Véronique
- Nathalie Courval – Gaby
- Marc Michel – Jérome Leroy
- André Reybaz
- Georges Riquier – Juge
- Pierre Tabard
- Frédéric Simon – fiul lui Peyrac
- Mathieu Carrière – Ulrich Berl
- Jacques Ardouin
- René Arrieu
- Michel Bernardy
- Françoise Bette – o trecătoare
- Gérard Dournel
- Marius Laurey – un om al lui Morlaix
- Robert Rimbaud – Georges Ravier
- Bernard Salvage
- Jean-Paul Tribout – un jurnalist radio
- Marius Balbinot
- Patrick Bouchitey – prietenul lui Ulrich
- Daniel Bellus
- Serge Berry
- Paul Bisciglia – un om al lui Morlaix
- Madeleine Cheminat – soacra Sylviei
- Pierre Decazes
- Jean Favre-Bertin
- Victor Garrivier – un polițist
- Didier Gaudron
- Jacques Giraud
- Marie Hermes
- Patricia Karim
- Jean Legall
- Pierre Leproux
- André Penvern – preotul prieten al lui Peyrac
- Fred Personne
- Louison Roblin – o trecătoare
- Jean Rupert
- Frédéric Santaya
- Jean-Paul Schintu
- Christine Simon – Nun
- Marthe Villalonga – vopsitoarea
- Alain Weill
- Isabelle Duby (nemenționat)
- Jean-Pierre Chaudot

## Premii
- 1973 – Marele premiu al juriului: Ursul de Argint